# Agam Darshi
Agam Darshi, de son vrai nom Agamdeep Darshi née le 23 décembre 1987 à Birmingham, en Angleterre, est une actrice britannico-canadienne. 

## Biographie
À l'âge de trois ans avec sa famille elle a déménagé au Canada. Par la suite elle fréquente       l'université de Calgary où elle reçoit une formation théâtrale et où elle étudie la photographie. Après l'université, elle a exposé certaines de ses images photographiques dans des spectacles et elle a même vendu une partie de son travail. 
Elle est connue pour avoir joué dans Sanctuary. Comme de nombreux acteurs de cette série, elle a également joué dans Stargate Atlantis, où elle interprète le rôle de Novo et dans Stargate Universe celui du Dr Sonja Ramji.

## Filmographie
- 2003 : Tru Calling (TV) : Dawn (saison 1 : 16)
- 2004 : Le Parfait Amour (film) : l'étudiante battu
- 2004 : Les Forces du mal (TV) : Lakshmi (saison 1 : 12)
- 2005 : Une ennemie si proche (TV) : vendeuse
- 2005 : Un inconnu dans mon lit (TV) : employée de l'hôtel
- 2005 : Destination finale 3 (film) : Laura
- 2005 : Supernatural (TV) : Jill (saison 1 : 17)
- 2005 : The L Word (TV): serveuse (saison 2 : 9)
- 2006 : Voisin contre voisin (film) : la reporter
- 2006 : Double visage (TV) : Lorraine
- 2006 : Des serpents dans l'avion (film) : la fille I-Pod
- 2006 : Civic Duty (en) (film) : une infirmière
- 2006 : The L Word (TV) : serveuse (saison 3 : 10)
- 2006 : Dead Zone (TV) : Tahmina Mahmud (saison 5 : 4)
- 2007 : Le Chantage (film) : la secrétaire
- 2007 : Deadly Pledge (TV) : Rachel
- 2007 : Charlie, les filles lui disent merci (film): l'invitée au mariage
- 2007 : Le Diable et moi / Un job d'enfer (TV) : une employée
- 2008 : Seule face à l'injustice (TV) : Maya
- 2008 : New-York : destruction imminente (film) : la promeneuse avec un chien.
- 2008 : La Voleuse au grand cœur (TV) : Claudia
- 2008 : The Guard : Police maritime (TV) : Darma Singh (saison 1 : 1, 2, 4, 5)
- 2008 : Opération Chaos (TV) : Ella Barlow (saison 1 : 2)
- 2008 : Stargate Atlantis (TV) : Novo (saison 5 : 12)
- 2009 : 2012 (film) : Aparna
- 2009 : Stargate Universe (TV) : Dr Sonja Damji (Saison 1: 1)
- 2009 : Sanctuary (TV) : Kate Freelander (saison 2)
- 2009 : The L Word (TV) : serveuse (saison 6 : 2,3)
- 2010 : Sanctuary (TV) : Kate Freelander (saison 3)
- 2011 : Sanctuary (TV) : Kate Freelander (saison 4 : 2, 10, 12, 13)
- 2012 : Possédée (film) : représentante du tribunal
- 2012 : County (TV) : Talaikha (saison 1)
- 2012 : In Their Skin (en) (TV) : infirmière
- 2013 : La Menace du volcan (Ring of Fire) (TV) : Audrey Lee
- 2013 : Played : Les infiltrés (TV) : Khali Bhatt
- 2013 : Arrow : Anastasia (saison 1)
- 2014 : Bates Motel : Patty Lin (saison 2)
- 2018 : The Gifted : Bénasir (Saison 2 : 7)
- 2021 : Donkeyhead : Mona
- 2022 : DMZ : Franklin